# هوي كندريك
هوي كندريك (بالإنجليزية: Howard Kendrick)‏ هو لاعب كرة قاعدة أمريكي، ولد في 12 يوليو 1983 في جاكسونفيل في الولايات المتحدة.

## وصلات خارجية
- هوي كندريك على موقع دوري كرة القاعدة الرئيسي (الإنجليزية)
- هوي كندريك على موقعبيزبول رفرنس.كوم (الدوري الرئيسي) (الإنجليزية)
- هوي كندريك على موقعبيزبول رفرنس.كوم (الدوري الثانوي) (الإنجليزية)
- هوي كندريك على موقع إي إس بي إن.كوم (أم.أل.بي) (الإنجليزية)
- هوي كندريك على موقع مشجعي الرسوم البيانية (الإنجليزية)